# Henry Christy

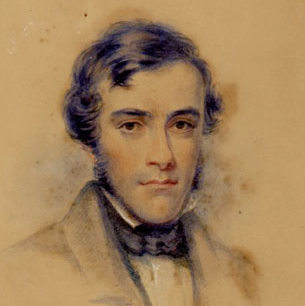
Henry Christy

Henry Christy (26 de julio de 1810 - 4 de mayo de 1865), etnógrafo, etnólogo y arqueólogo inglés, nació en Kingston upon Thames. 
Henry Christy se formó en una escuela de la Society of Friends, al ser cuáquero. Su familia era acaudalada por sus negocios en banca, lo que le permitió una vida de aventura y viajes, es considerado un pionero de la Antropología y de la Arqueología de la Prehistoria.
En 1850 inició una serie de viajes para realizar estudios etnológicos. Poco después, impulsado por lo que vio en la Gran Exposición en Londres de 1851, Christy dedicó el resto de su vida a viajes e investigaciones antropológicas y paleoantropológicas, haciendo grandes colecciones que ilustraban la temprana historia del hombre; dichas colecciones actualmente se encuentran en el Museo Británico. Viajó por Noruega, Suecia, Dinamarca, México, Columbia Británica y otros países.
En 1856, en Cuba, Edward Burnett Tylor conoció a Henry Christy, en cuya compañía visitó México. La cercanía de Christy estimuló la vocación antropológica de Tylor.
Christy perteneció a la Ethnological Society of London. En 1863, Christy empezó unas excavaciones en la región francesa de Dordoña con Édouard Lartet, padre de Louis Lartet, prehistoriador que descubrió los restos del Hombre de Cro-Magnon, en esa misma zona de Francia, poco después.
En 1862, Christy poseía una colección importante, cuyo catálogo fue publicado entonces. El catálogo fue redactado por Carl Lugvig Steinhauer, que había sido asistente de Christian Jürgensen Thomsen en el Museo Nacional de Dinamarca.
Falleció el 4 de mayo de 1865 de una inflamación de los pulmones, causada por un severo resfriado que contrajo en una excavación en La Palisse. Su voluntad fue la de legar toda su colección arqueológica a la nación.